# James Clapper
James Robert Clapper (* 14. března 1941 Fort Wayne, Indiana) je bývalý generál letectva Spojených států amerických. V letech 2010–2017 působil jako ředitel tajných služeb Spojených států amerických za vlády prezidenta Baracka Obamy. Předtím zastával několik významných funkcí v různých pozicích v americkém tajném zpravodajství. 